# فستوكة معسكرية
الفستوكة المعسكرية (باللاتينية: Festuca maskerensis) نوع نباتي يتبع جنس الفستوكة من الفصيلة النجيلية.

## الموئل والانتشار
ينتشر النبات في المغرب العربي.

## الوصف النباتي
النبات عشبي معمر.

## مرادفات للاسم العلمي
- (باللاتينية: Festuca ovina var. maskerensis Litard.)